# Xavier Le Person
Xavier Le Person est un historien français né le 13 juillet 1971 à Lyon. Il est maître de conférences en histoire moderne à Sorbonne-Université,.

## Biographie
Né le 13 juillet 1971 à Lyon, Xavier le Person commence ses études d'histoire à l'université Jean-Moulin Lyon III. Après l'obtention d'un diplôme d'études approfondies d'histoire moderne dans cette même université, il réussit le CAPES d'histoire-géographie en 1994 et l'agrégation d'histoire en 1995. Il soutient en 2001 la thèse ""Practiques" et "practiqueurs" : la vie politique au temps du règne d'Henri III" à l'université Paris IV.
En 2003, Xavier Le Person est élu maître de conférences à Sorbonne-Université et exerce à partir de 2007 comme maître de conférences à Sciences Po Paris.
Ses thèmes de recherche portent sur l'histoire des XVIème et XVIIème siècles.
En 2023, il publie un ouvrage sur Le Grand Condé, ouvrage issu de son travail réalisé dans le cadre de son habilitation à diriger des recherches.
En 2023, il remplace Alain Tallon en dispensant le cours magistral de première année de la faculté de lettres de Sorbonne Université sur l'Europe de la Renaissance.

## Œuvres[5]

### Ouvrages
- Xavier Le Person, « Practiques » et « practiqueurs » : la vie politique à la fin du règne d'Henri III, Genève, Librairie Droz, coll. « Travaux d'humanisme et Renaissance » (no 370), 2002, 658 p. (ISBN 2-600-00820-9, présentation en ligne).
- Maladies diplomatiques. Souverains et puissants face à la maladie de l’Antiquité à nos jours, Lyon, Jacques André éditeur, coll. Theriaka, 2018 (en collaboration avec Stanis Pérez)
- États, pouvoirs et contestations dans la monarchie française et ses colonies américaines (des années 1640 aux années 1780), Paris, éd. Collège Sévigné, 2019
- Le Grand Condé : un exil pour l'honneur, Paris, Fayard, 2023, 522 p. (ISBN 978-2-213-72204-7, présentation en ligne), [présentation en ligne], [présentation en ligne].

### Éditions et travaux en collaboration
- Histoire de Sébastien Le Pelletier, prêtre ligueur et maître de grammaire des enfants de la cathédrale de Chartres (1579-1592), Xavier Le Person (éd.), Genève, Droz, Travaux d’Humanisme et Renaissance CDVII, 2006
- Pierre de L’Estoile, Journal du règne de Henri IV, Tome I (1589-1591), édition critique, par Xavier Le Person (éd.), introduction Gilbert Schrenck, glossaire Volker Melking, Genève, Droz, collection Textes Littéraires Français no 609, 2011
- Pierre de L’Estoile, Journal du règne de Henri IV, Tome II (1592-1594), édition critique, par Xavier Le Person (éd.), introduction Gilbert Schrenck, glossaire Volker Melking, Genève, Droz, collection Textes Littéraires Français no 630, 2014
- Maladies diplomatiques. Souverains et puissants face à la maladie de l’Antiquité à nos jours, Lyon, Jacques André éditeur, coll. Theriaka, 2018 (en collaboration avec Stanis Pérez)

### Articles et contributions
- « Les larmes du roi : sur l’enregistrement de l’Édit de Nemours le 18 juillet 1585 », Histoire, économie et société, t. 17, no 3, 1998, p. 353-376.
- « Les symptômes de la temporisation. Langages et significations des maladies idoines d’un Grand : Louis de Gonzague, duc de Nevers (1585-1588) », Bibliothèque d’Humanisme et Renaissance, t. LXII (2), 2000, p. 259-302
- « Practiques et practiqueurs. La vie politique à la fin du règne de Henri III », Histoire économie et société, t. 22, no 3, 2003, p. 349-365.
- « Les practiques du secret au temps d’Henri III », Rives nord-méditerranéennes, Pratiques du secret (XVe – XVIIe siècles) [numéro spécial dirigé par W. Kaiser], no 17, 2004, p. 11-36.
- « A Moment of Resverie: Charles V and Francis I’s Encounter at Aigues-Mortes, (July 1538) », French History, t. XIX, no 1, 2005, p. 1-27.
- « Montaigne et les practiques de son temps », dans Montaigne politique, actes du colloque international tenu à University of Chicago (Paris) les 29 et 30 avril 2005, réunis par Philippe Desan, Paris, Honoré Champion, 2006, p. 95-112.
- « Usages et discours de la maladie dans la vie politique française au XVIe siècle : une practique », dans A. Carlino et A. Wenger (dir.) Littérature et Médecine. Approches et perspectives, Genève, Droz, 2007, p. 229-246.
- « Usages et discours de la maladie dans l’art de la négociation politique. Catherine de Médicis et les princes ligueurs en Champagne (1585) », dans E. Belmas et M.-J. Michel (dir.), Corps. Santé. Société, Actes du colloque de Paris du 12-13 décembre 2002, Paris, Nolin, 2005, cop. 2004, p. 155-172
- « Rentrer en grâce : la lettre de justification aux XVIe – XVIIe siècles », dans : La parole de l’autre et genres littéraires. Illustrations, interactions, subversions. Textes réunis par Pierre Servet et Marie-Hélène Servet-Prat, Cahiers du Gadges. Université Lyon 3, no 5, 2007, p. 113-139.
- « De l’histoire des siens à la mémoire de soi : genèse et mutation du manuscrit du prêtre ligueur de Chartres, Sébastien Le Pelletier (1579-1592) », dans M. Cassan, J.-P. Bardet, F.-J. Ruggiù (dir.) Les écrits du for privé : objet matériel, objet édité, Limoges, Presses Universitaires de Limoges, 2007, p. 257-270.
- « Practiques, practiqueurs », dans Philippe Desan (dir.), Dictionnaire de Michel de Montaigne, Paris, Champion, 2007, p. 947-949.
- « Un souverain sans gravité. Louis XIV et sa famille », dans G. Sabatier et M. Torrione (dir.), Louis XIV, Espagnol ? Madrid et Versailles, images et modèle, Paris, Centre de Recherche du château de Versailles – Édition de la Maison des sciences de l’homme, 2009, p. 185-202.
- « Rumeurs de galanterie“ et méchant complot à la cour de Monsieur : stratégies épistolaires de Madame Palatine (1680) », dans Les passions d’un historien. Mélanges en l’honneur du Recteur Jean-Pierre Poussou, Paris, Presses de l’Université de Paris-Sorbonne, 2010, p. 1191-1205.
- « Catherine de Médicis et les négociations de Nemours (1585). De l’usage de la maladie dans les négociations politiques », dans Emmanuel Vivet (dir.), Négociations d’hier, leçons pour aujourd’hui, Paris, Lacier, 2014, p. 119-128.
- « Le siège de la corruption : la résistance de Chartres la Pure aux assauts de l’hérésie. Témoignage du prêtre ligueur Sébastien Le Pelletier de Chartres d’après un manuscrit inédit », dans Jacky Provence (coord.), Mémoires et mémorialistes à l’époque des Guerres de Religion. Actes du colloque de Montiéramey et Bar-Sur-Seine, 25-25 avril 2003, Paris, Honoré Champion, 2015, p. 215-235.
- « Thermalisme et politique à la Renaissance : les stratagèmes de l’absence et de la temporisation nobiliaires », dans John Scheid, Marylin Nicoud, Didier Boisseuil et Joël Coste (dir.), Le thermalisme. Approches historiques et archéologiques d’un phénomène culturel et médical, Paris, Éditions du CNRS, 2015, p. 197-214.
- « Les Mercures de la politique. Les médecins de cour au chevet de la politique en France à la fin du XVIe siècle » dans Jacqueline Vons et Stanis Pérez (éd.), Santé et médecine à la cour de France (XVIe – XVIIIe siècle), Paris, BIU de Santé, 2018, p. 153-166.
- « Haranguer ses capitaines ? Le duc de Guise, chef de guerre et stratège de mots », dans Emmanuelle Cronier et Benjamin Deruelle (dir.), Argumenter en guerre : discours de guerre, sur la guerre et dans la guerre de l’Antiquité à nos jours, Villeneuve d’Ascq, Presses Universitaires du Septentrion, 2019, p. 291-308
- « L’avènement d’Henri IV vu par les historiens ligueurs », dans M. Bernard et J. Goeury (dir.), Paradoxes d’historiens. Les enjeux de l’écriture de l’histoire en France (1560-1630), Albineana Cahiers d’Aubigné, 31, 2019, p. 133-153
- Притворство ненависти: Воцарение Генриха IV, описанное Себастьяном Ле Пеллетье, священником, теологом, грамматиком хора мальчиков Шартского капитула: отрывок из авторской рукописи (1579–1592) // Религия. Церковь. Общество: Исследования и публикации по теологии и религии / Под ред. А. Ю. Прилуцкого. СПб., 2020. Вып. 9. С. 232–251. [« Pretences of hatred: The accession of Henri IV seen by Sébastien Le Pelletier, priest, theologian, grammarian of the choir boys of chapter of Chartres from his original manuscript (1579–1592), Religiya. Tserkov’. Obshchestvo. Issledovaniya i publikatsii po teologii i religii [Religion. Church. Society: Research and publications in the field of theology and religious studies], Saint-Petersburg, 2019, vol. 8, p. 232–251
- « La valeur du sang : une question de préséance entre Mazarin et les Bourbon-Condé (1642-1643) », dans Belmas É., Lucas-Fiorato, C., Jori, C., Perez, S., Ruimi, J ., Tropé, H. (eds.), Figures du sang dans l’Europe moderne, Symboles, sciences, sociétés, éditions Orbis Tertius, 2022, p. 61-81.